# دينيس إرفينغ
دينيس إرفينغ (بالإنجليزية: Denys Irving)‏ هو صانع أفلام بريطاني، ولد في 4 يناير 1944 في كولوين باي في المملكة المتحدة، وتوفي في 5 أغسطس 1976.

## وصلات خارجية
- دينيس إرفينغ على موقع IMDb (الإنجليزية)
- دينيس إرفينغ على موقع ديسكوغز (الإنجليزية)